# Біг-Бір-Сіті (Каліфорнія)
Біг-Бір-Сіті (англ. Big Bear City) — переписна місцевість (CDP) в США, в окрузі Сан-Бернардіно штату Каліфорнія. Населення — 12 738 осіб (2020).

## Географія
Біг-Бір-Сіті розташований за координатами 34°15′15″ пн. ш. 116°47′47″ зх. д. / 34.25417° пн. ш. 116.79639° зх. д. (34.254145, -116.796308).  За даними Бюро перепису населення США в 2010 році переписна місцевість мала площу 82,81 км², з яких 82,76 км² — суходіл та 0,04 км² — водойми.

## Демографія
Згідно з переписом 2010 року, у переписній місцевості мешкали 12 304 особи в 5011 домогосподарстві у складі 3310 родин. Густота населення становила 149 осіб/км².  Було 12226 помешкань (148/км²).
Расовий склад населення:
| - 83,3 % — білих - 1,6 % — корінних американців - 0,8 % — азіатів - 0,7 % — чорних або афроамериканців - 0,3 % — вихідців з тихоокеанських островів - 8,9 % — осіб інших рас |

До двох чи більше рас належало 4,4 %. Частка іспаномовних становила 18,9 % від усіх жителів.
За віковим діапазоном населення розподілялося таким чином: 23,3 % — особи молодші 18 років, 62,3 % — особи у віці 18—64 років, 14,4 % — особи у віці 65 років та старші. Медіана віку мешканця становила 42,9 року. На 100 осіб жіночої статі у переписній місцевості припадало 102,7 чоловіків;  на 100 жінок у віці від 18 років та старших — 100,4 чоловіків також старших 18 років.
Середній дохід на одне домашнє господарство  становив 55 365 доларів США (медіана — 44 024), а середній дохід на одну сім'ю — 64 265 доларів (медіана — 49 496). Медіана доходів становила 47 547 доларів для чоловіків та 26 198 доларів для жінок. За межею бідності перебувало 19,7 % осіб, у тому числі 26,6 % дітей у віці до 18 років та 7,8 % осіб у віці 65 років та старших.
Цивільне працевлаштоване населення становило 5492 особи. Основні галузі зайнятості: мистецтво, розваги та відпочинок — 18,9 %, освіта, охорона здоров'я та соціальна допомога — 15,3 %, роздрібна торгівля — 13,8 %.